# JS Suma (AGS-5103)
Le JS Suma (AGS-5103) était un bâtiment hydrographique, navire auxiliaire de la Force maritime d'autodéfense japonaise. Le nom du navire, Suma, provient du nom du quartier de la gare de Suma, dans la Préfecture de Hyōgo, quatrième navire à porter ce nom.

## Historique
Le Suma a été construit au chantier Hitachi Zosen de Maizuru. Il a été lancé le 1er septembre 1982 et les tests en mer ont commencé le 18 janvier et il est entré en service le 30 mars de la même année. Il a été intégré au groupe des services maritimes et déployé à Yokosuka.
Il est équipé de deux moteurs diesel 6 cylindres en ligne Fuji Diesel 6L27.5XF, de 1 500 cm3 chacun, motorisation couramment utilisée sur les navires auxiliaires à cette époque. Il est aussi équipé d’un propulseur azimutal dissimulé à la proue, servant de dispositif auxiliaire de propulsion pour la navigation à basse vitesse, qui nécessite le maintien de la position du navire et la tranquillité pendant les observations.
Il a été envoyé sur zone lors du Séisme de 2011 de la côte Pacifique du Tōhoku, le 11 mars 2011, survenu au large de l'île Honshū.
Il a été retiré du service le 26 juin 2015. Il a été exploité en tant que navire du groupe d'opérations maritimes et de soutien anti-sous-marin de Yokosuka pendant 33 années.

### Note et référence
- (ja) Cet article est partiellement ou en totalité issu de l’article de Wikipédia en japonais intitulé « すま (海洋観測艦) » (voir la liste des auteurs).